# Glaciar Grey
El glaciar Grey es un glaciar localizado en Chile, en la parte occidental del parque nacional Torres del Paine, que forma parte de los Campos de Hielo Sur. Es una masa de hielo de 6 kilómetros de ancho y más de 30 metros de altura dividido en dos frentes. En 1996 tenía una superficie total de 270 km² y una longitud de 28 kilómetros.
El glaciar presenta una coloración azulada, debido a la absorción del hielo de longitudes de onda de luz roja, y la dispersión de longitudes de onda de luz azul. Algunas partes del glaciar presentan un color gris, debido a la abrasión que ocurre producida por el hielo y la carga de fragmentos rocosos que se deslizan sobre el lecho de roca debajo del glaciar, puliendo este último, generando una elevada cantidad de harina de roca que provoca que el agua de fusión del glaciar adquiera el tono gris señalado.
Actualmente el glaciar está en retroceso. Se estima que está en retroceso debido al aumento de las temperaturas regionales y a los cambios en las cantidades de precipitación. Asimismo, el glaciar desprende fragmentos de hielo que comúnmente se pueden observar en sitios aledaños al lugar.

Retiro reciente.
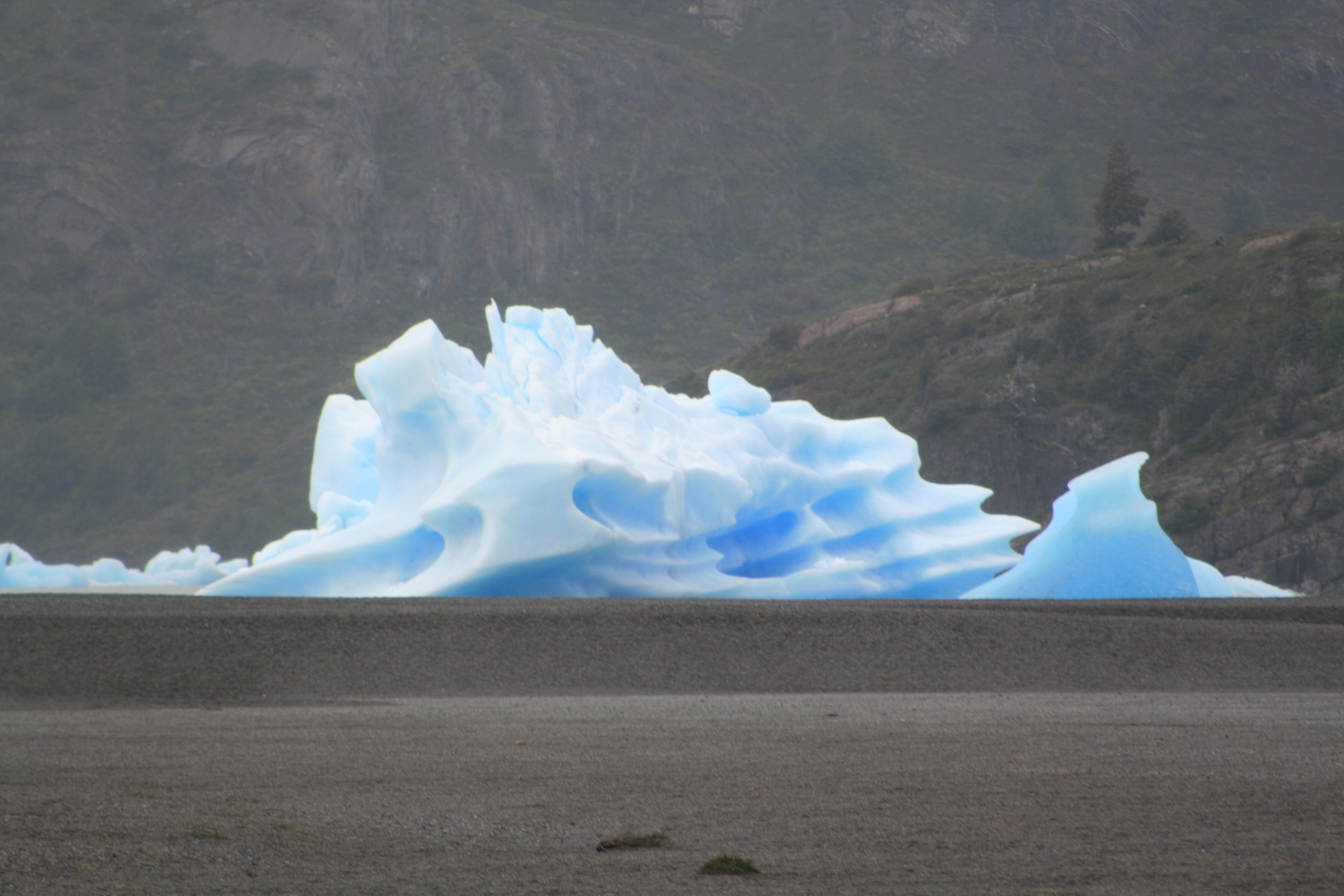
Detalle de un iceberg.
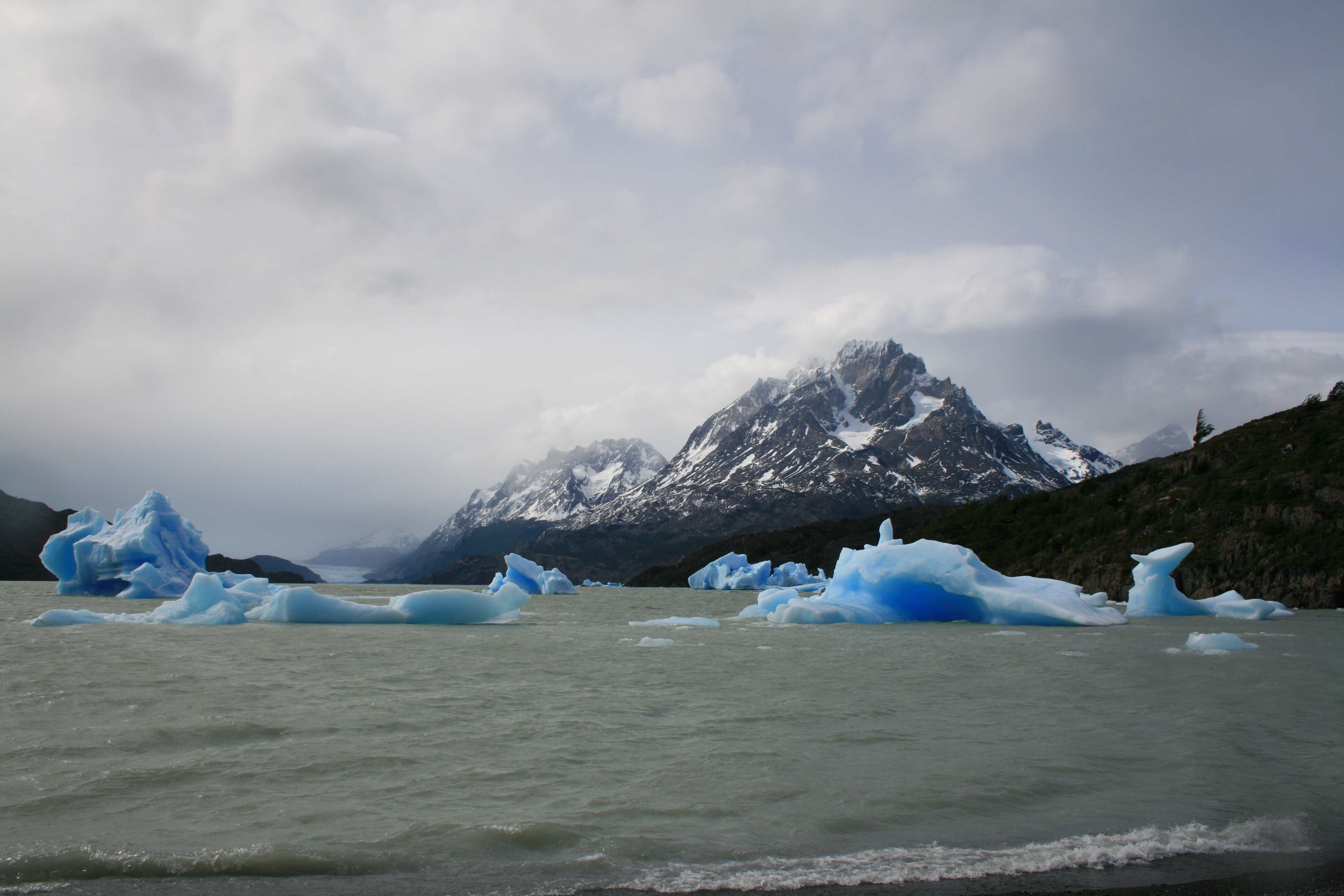
Icebergs con el glaciar al fondo.
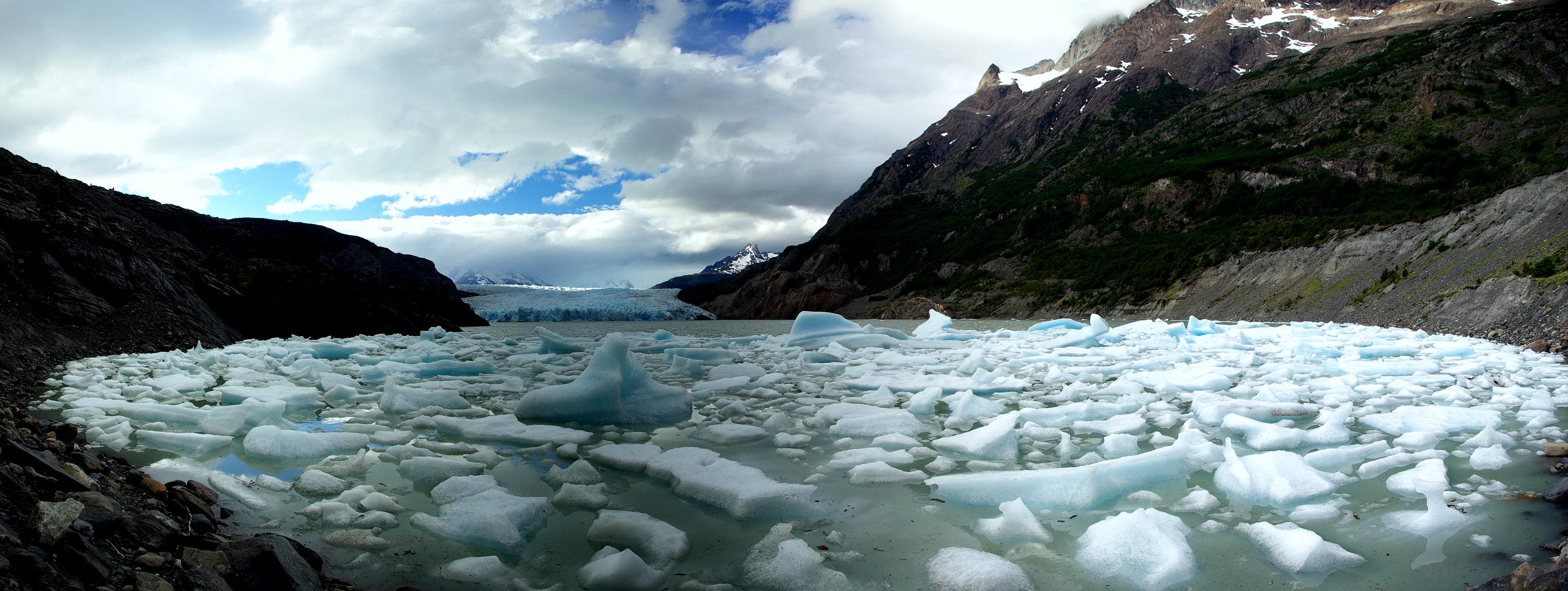
Icebergs en el glaciar.
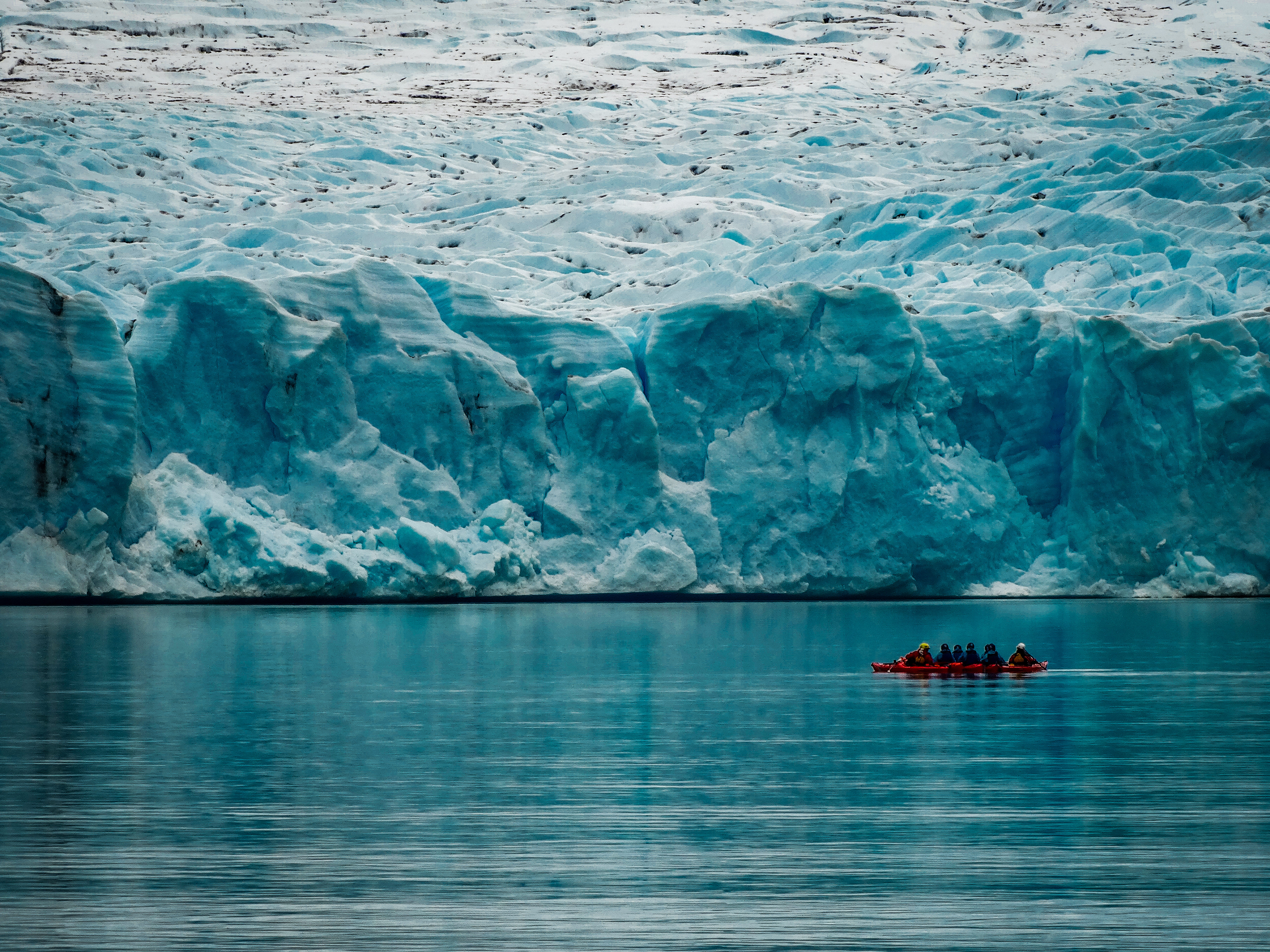
Vista del glaciar.
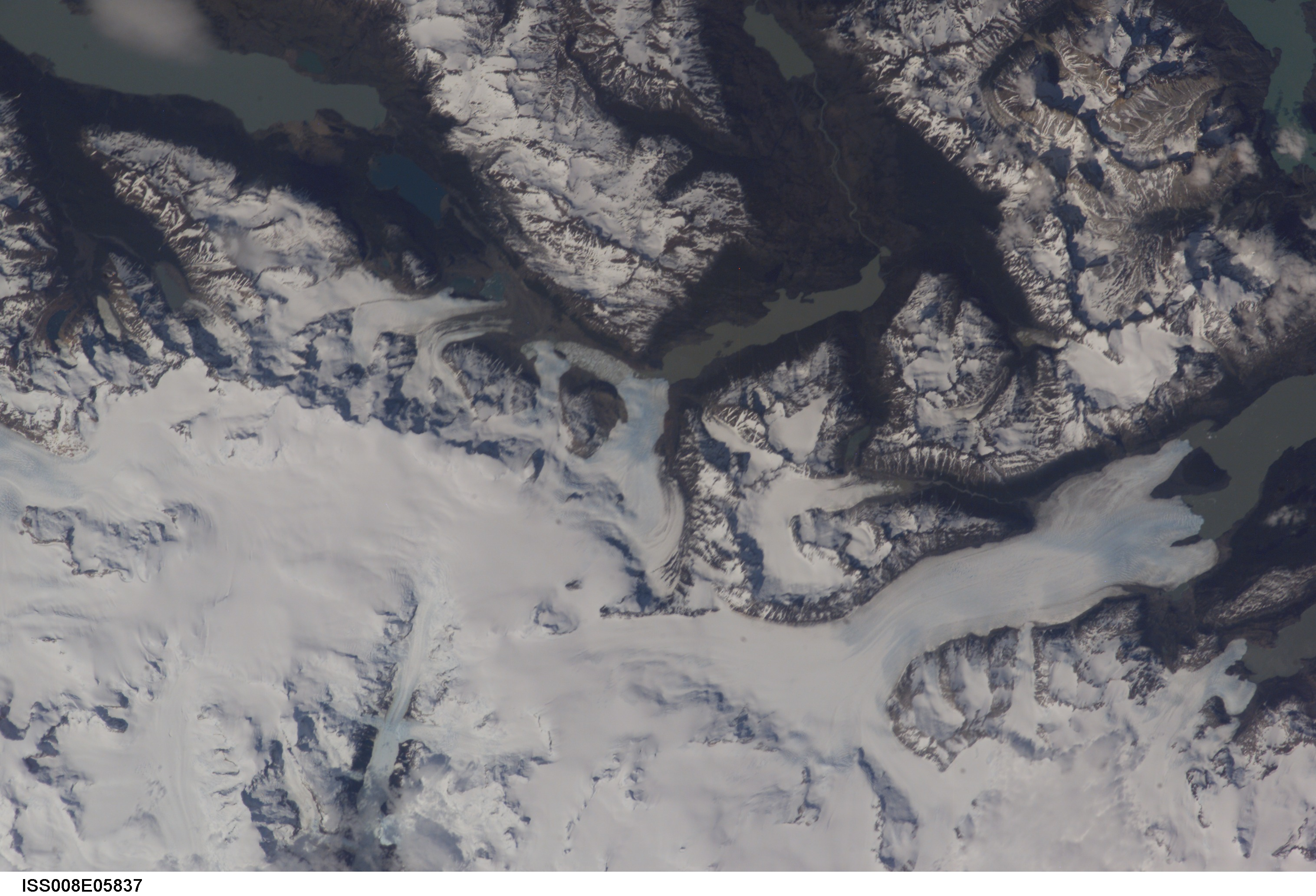
Extensión del glaciar Grey y lagos colindantes

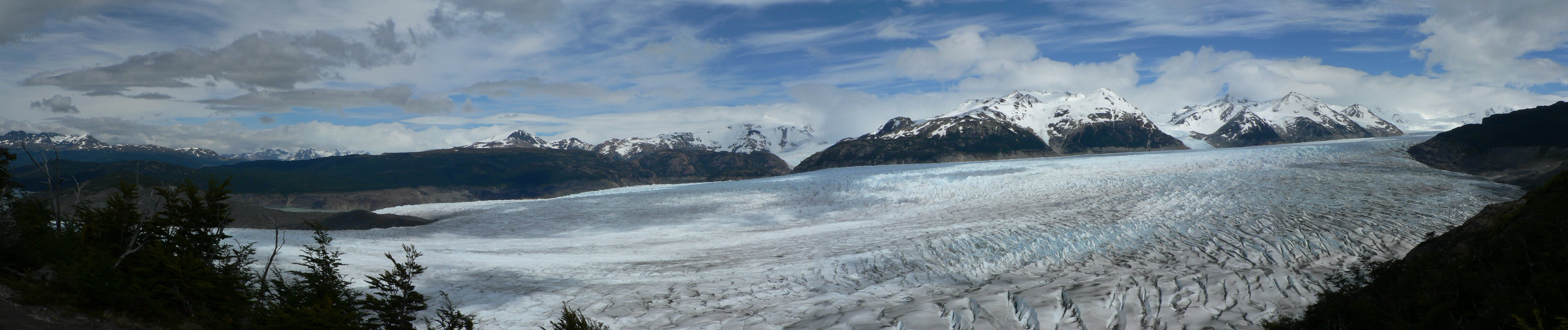
Vista desde el lado oeste

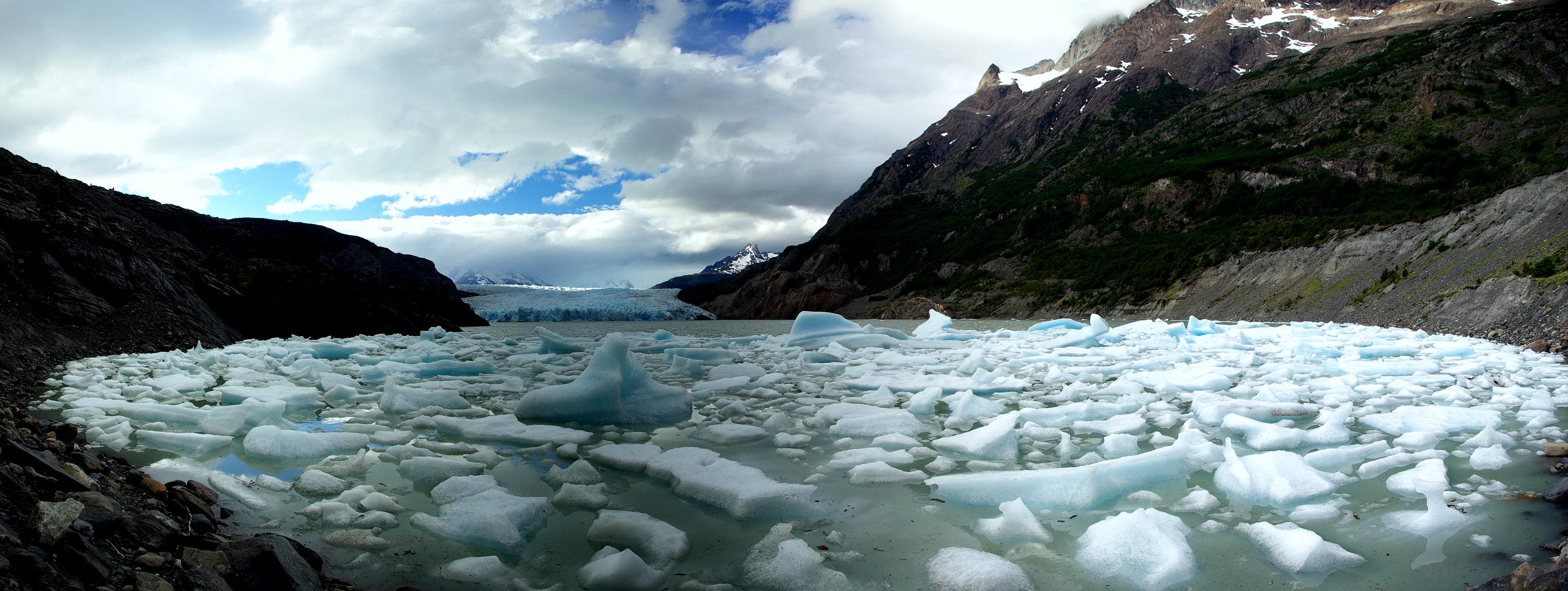
Icebergs que derivan del glaciar